# Jdeideh
Jdeideh (Arabisch: جديدة المتن, al-Judaydat), (ook wel gespeld als Jdayde, Jdaideh en Jdeidet el-Matn) is het bestuurlijke centrum van het district Metn dat valt onder het gouvernement Libanongebergte in Libanon. Het is tegenwoordig een dichtbevolkte buitenwijk in het noorden van Beiroet. Jdeideh ligt op zeeniveau en bevindt zich op zeven kilometer afstand van het centrum van Beiroet.
Alternatieve namen voor Jdeideh:

Jedeide, Al Judaydah, El Judeide, El Debiyeh, Djedeide, Jdaide, Jdidi